# 香卡·博克瑞尔
香卡·博克瑞尔（1964年—）是尼泊尔的一个政治家。他出生于杜尔西布尔。1998年—2008年，任尼泊尔共产党（联合马列）中央书记。2009年—2011年，任信息和通信部长。2018年—2021年，任蓝毗尼省首席部长。现任尼泊尔共产党（联合马列）总书记。